# Notocochlis
Notocochlis is een geslacht van weekdieren uit de klasse van de Gastropoda (slakken).

## Soorten
- Notocochlis antoni (Philippi, 1851)
- Notocochlis cernica (Jousseaume, 1874)
- Notocochlis chemnitzii (L. Pfeiffer, 1840)
- Notocochlis dillwynii (Payraudeau, 1826)
- Notocochlis gualtieriana (Récluz, 1844)
- Notocochlis guesti (Harasewych & Jensen, 1984)
- Notocochlis insularum (Watson, 1886)
- Notocochlis isabelleana (d'Orbigny, 1840)
- Notocochlis laurae Costa & Pastorino, 2012
- Notocochlis sagittata
- Notocochlis tigrina (Röding, 1798)
- Notocochlis tranquilla (Melvill & Standen, 1901)
- Notocochlis venustula (Philippi, 1851)

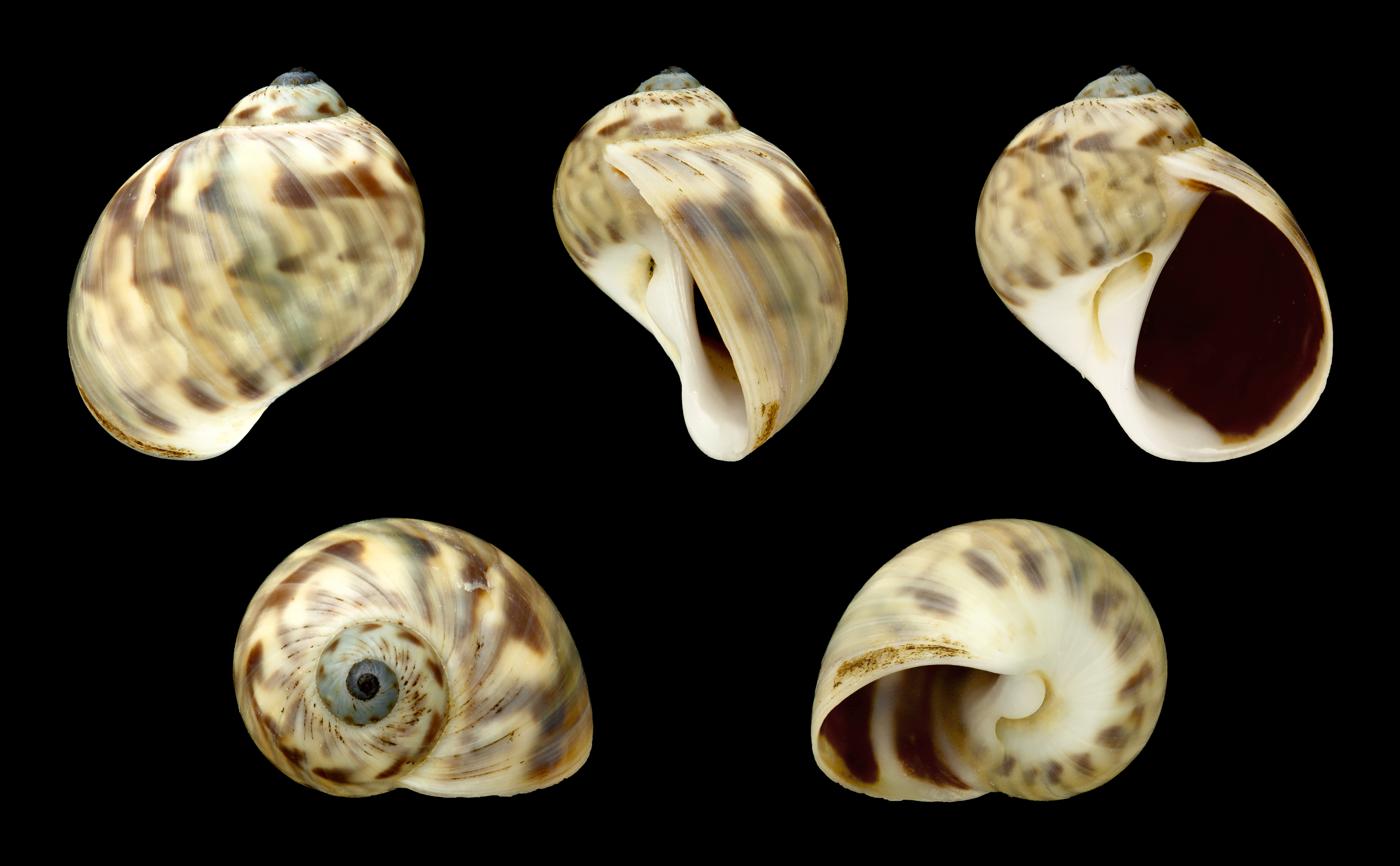
Notocochlis chemnitzii
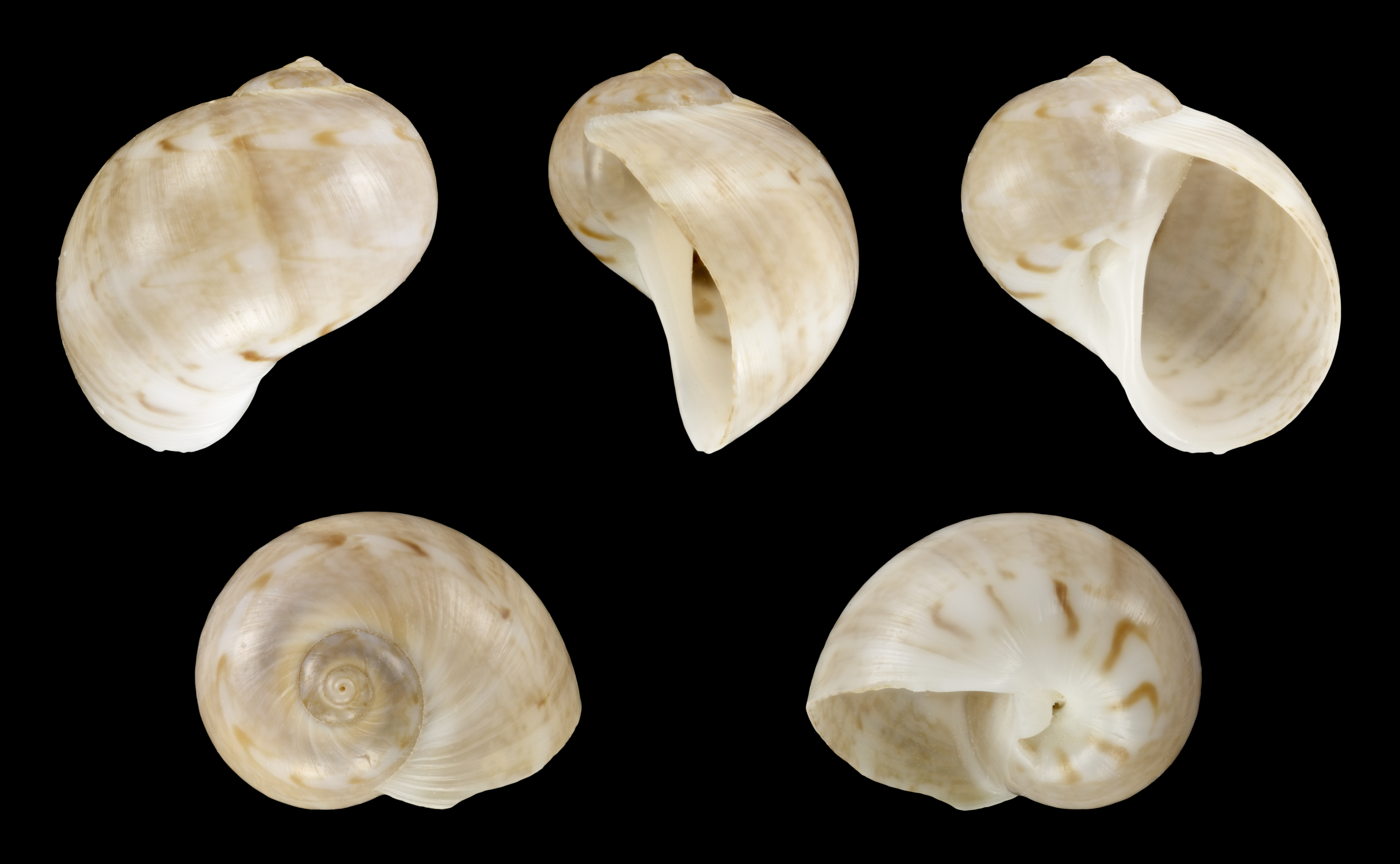
Notocochlis dillwynii
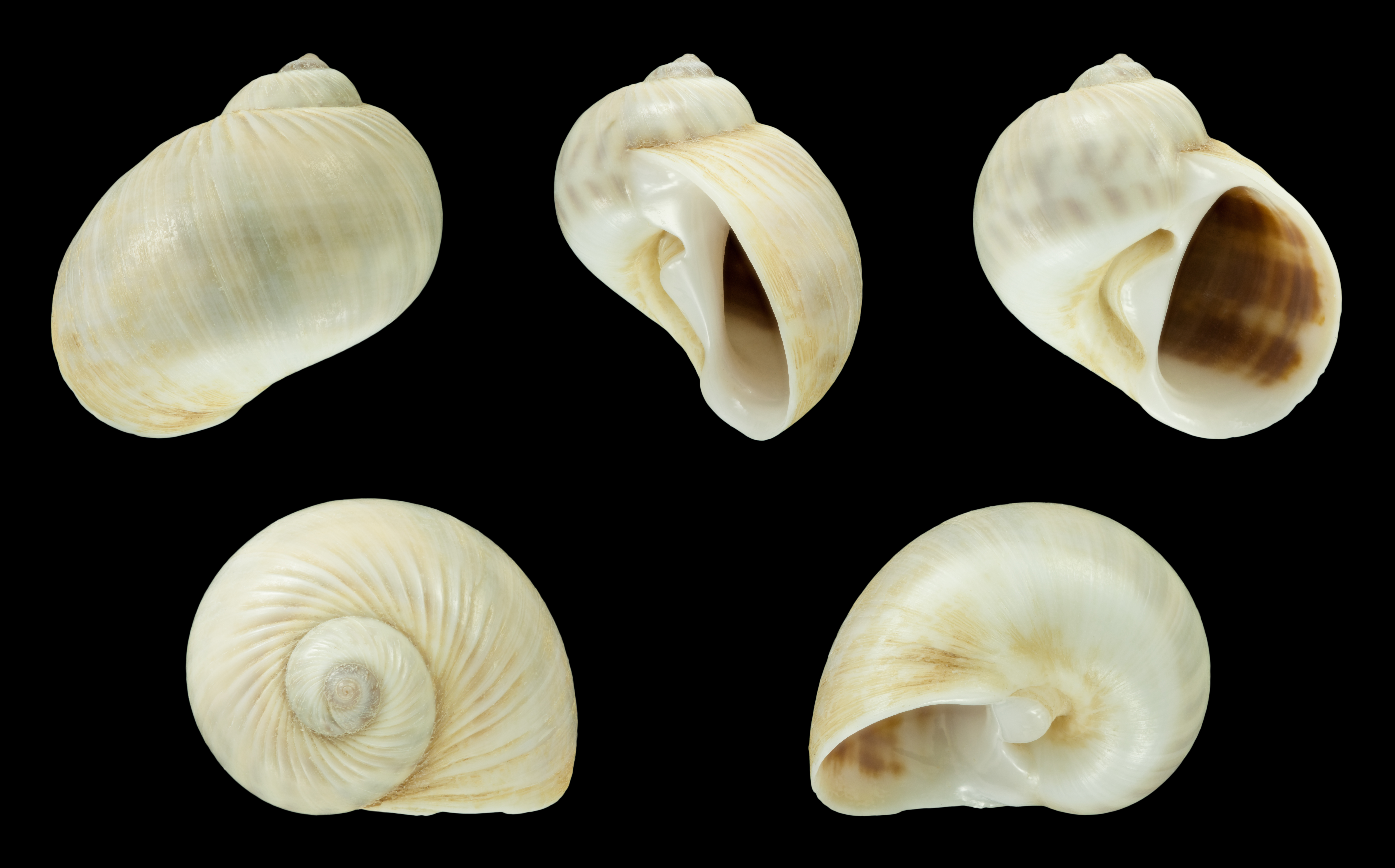
Notocochlis gualteriana
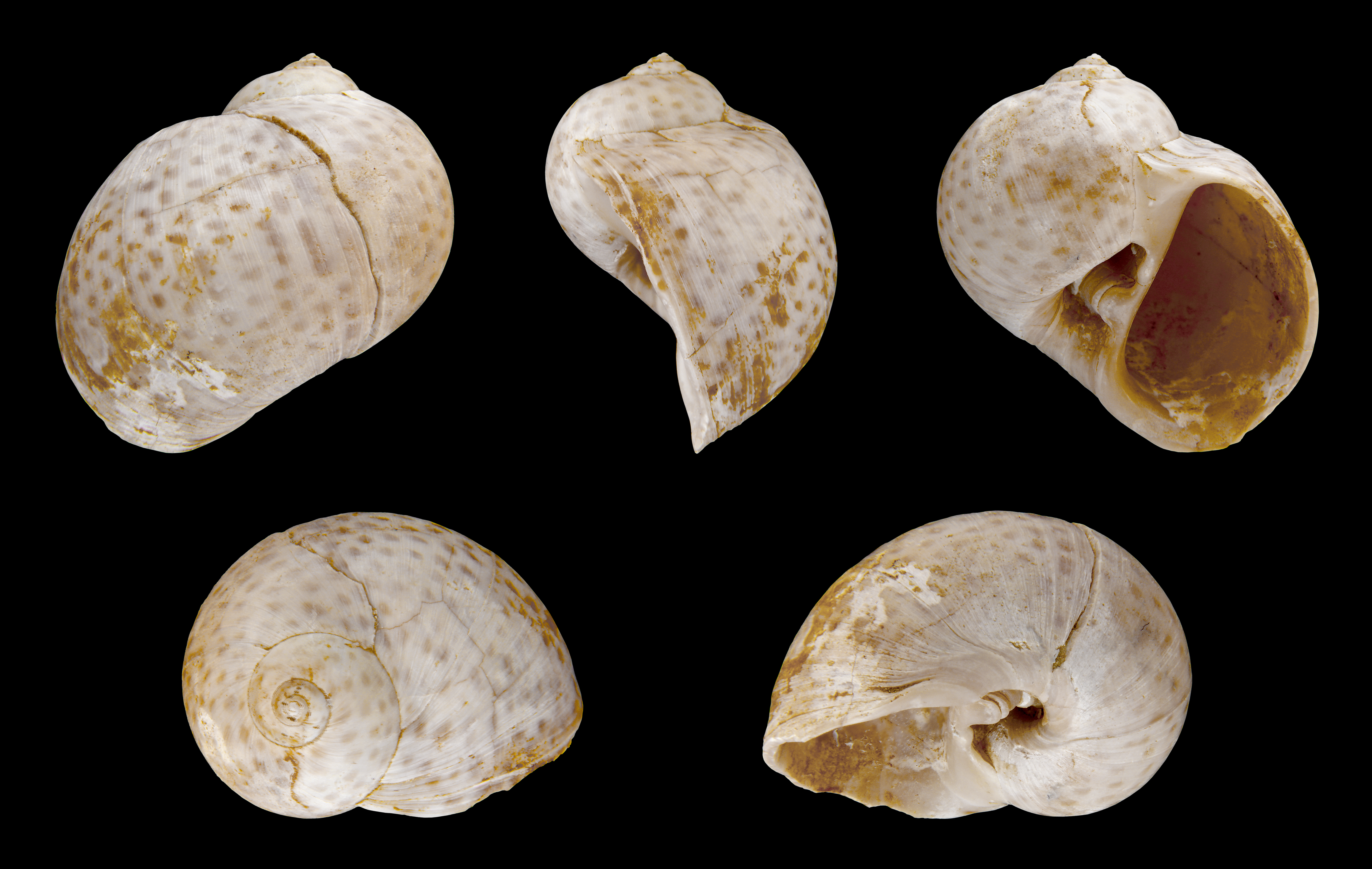
Notocochlis tigrina (fossil)
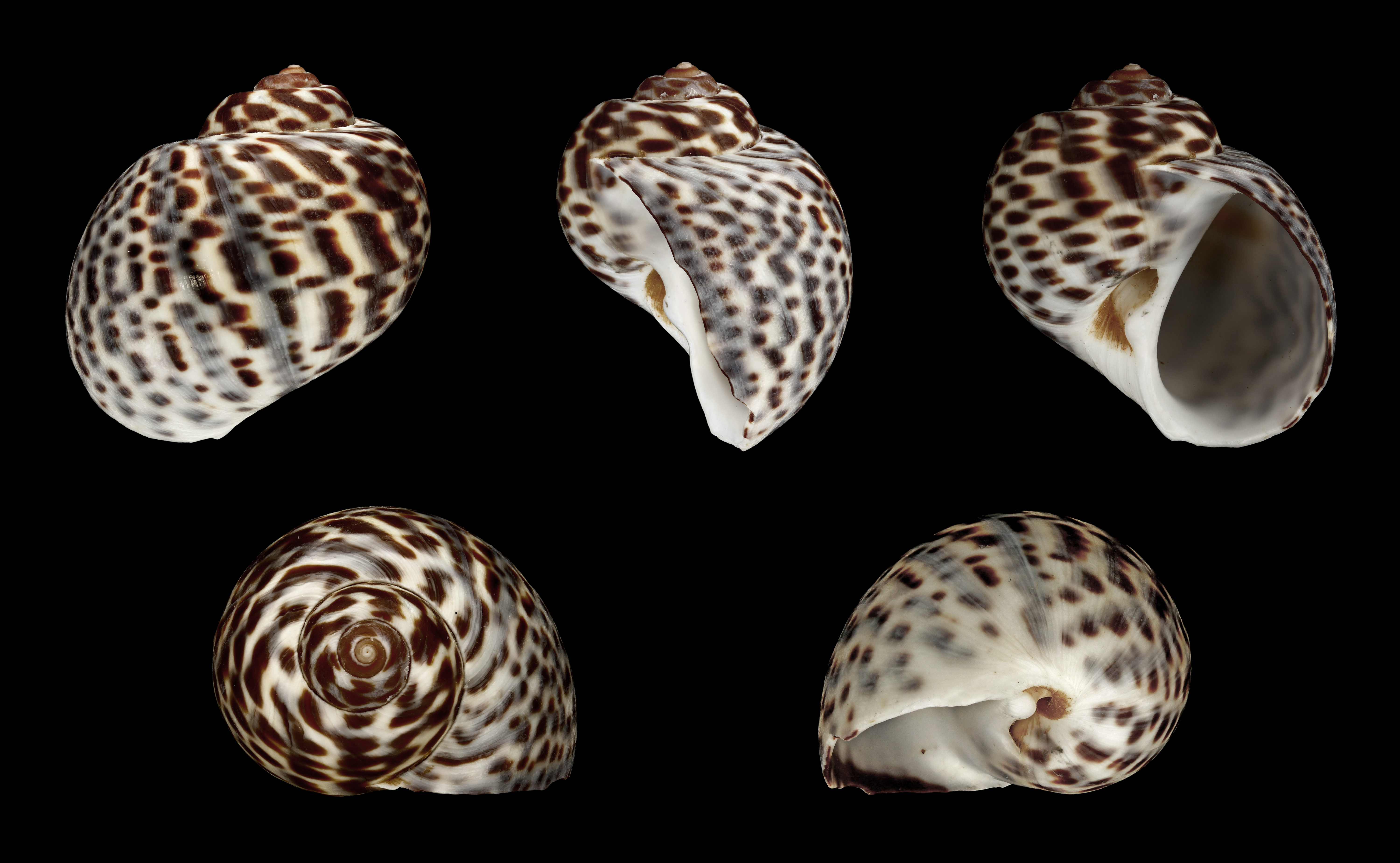
Notocochlis tigrina
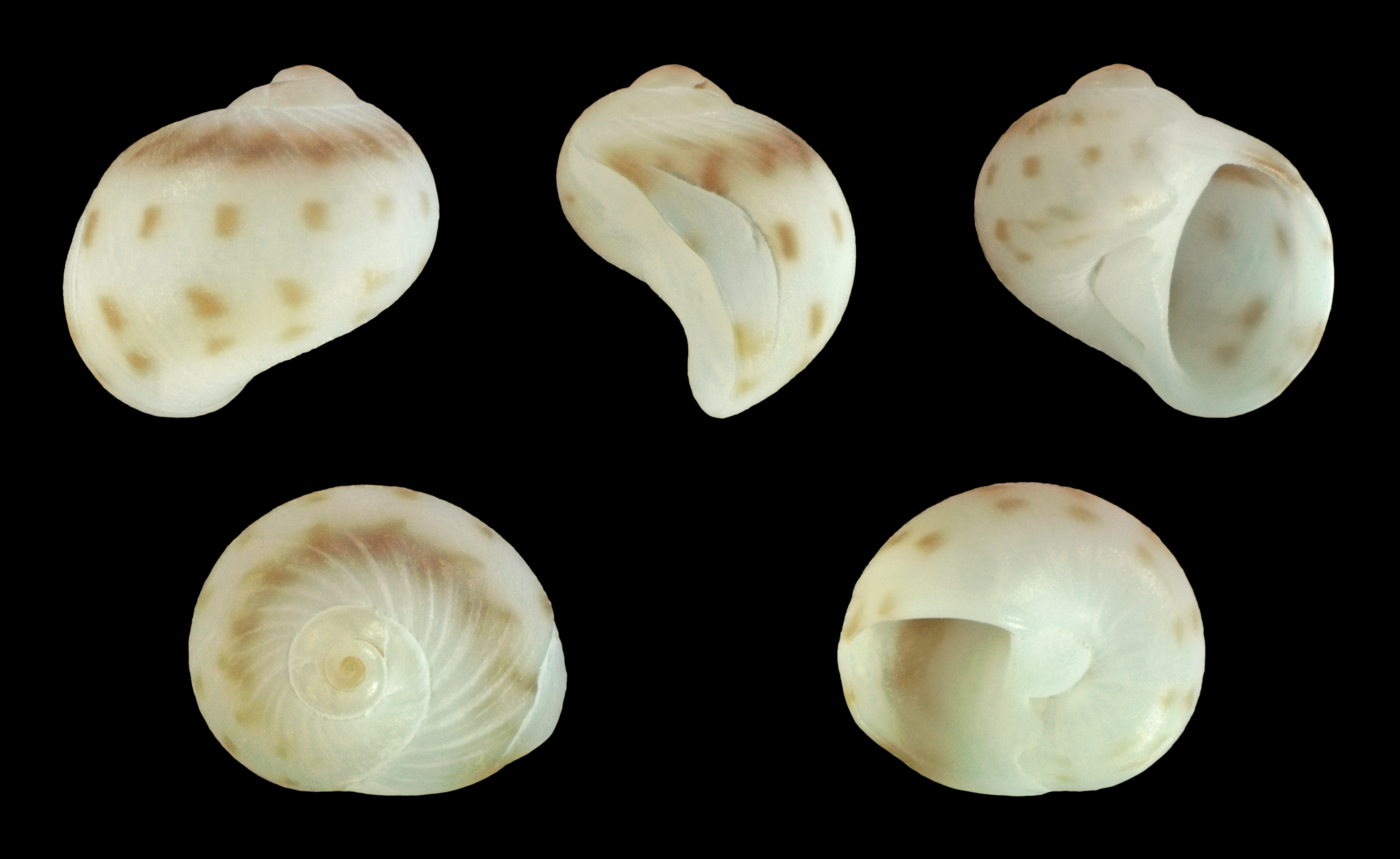
Notocochlis venustula